# ستيفاني بوفير
ستيفاني بوفير (بالفرنسية: Stéphanie Bouvier)‏ هي متزلجة على مسار قصير فرنسية، ولدت في 15 نوفمبر 1981 في ديجون في فرنسا.

## وصلات خارجية
- ستيفاني بوفير على موقع ShortTrackOnLine.info (الإنجليزية)
- ستيفاني بوفير على موقع اللجنة الأولمبية الدولية (الإنجليزية)
- ستيفاني بوفير على موقع أوليمبيديا (الإنجليزية)
- ستيفاني بوفير على موقع اللجنة الأولمبية الفرنسية (مؤرشف) (الفرنسية)